# Italiaanse clematis
De Italiaanse clematis (Clematis viticella) is een vaste plant uit de ranonkelfamilie (Ranunculaceae). In Nederland is de plant ingeburgerd in de 19de eeuw. De soort staat op de Nederlandse Rode lijst van planten als zeer zeldzaam en sterk in aantal afgenomen. Het aantal chromosomen 2n = 16. Er bestaan veel cultivars van de Italiaanse clematis.
De plant is een klimplant en wordt 1,5-6 m hoog. De rechtsom windende stengels verhouten. Het eironde, gaafrandige blad is meestal dubbel geveerd. Het blad kan ook bestaan uit twee- of driedelige blaadjes.
De Italiaanse clematis bloeit van juni tot in augustus met paarsblauwe of soms witte of roze, 4-6 cm grote bloemen. De bloeiwijze zit in een bladoksel en bestaat uit één tot vier bloemen. De bovenaan gekroesde bloemdekbladen zijn kaal.
De vrucht is een nootje met een niet geveerde, kale, tot 2 mm lange snavel.

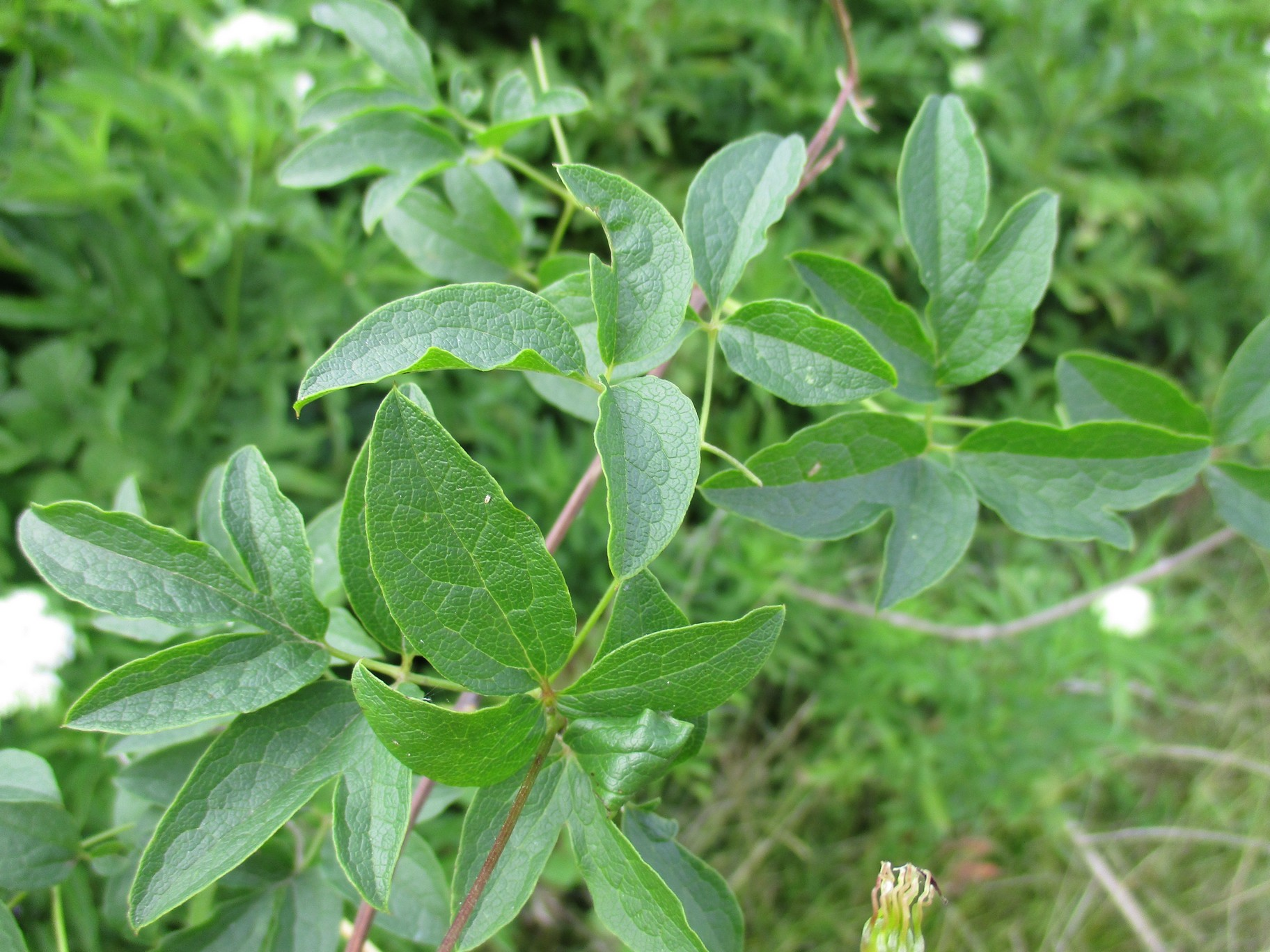
Bladeren
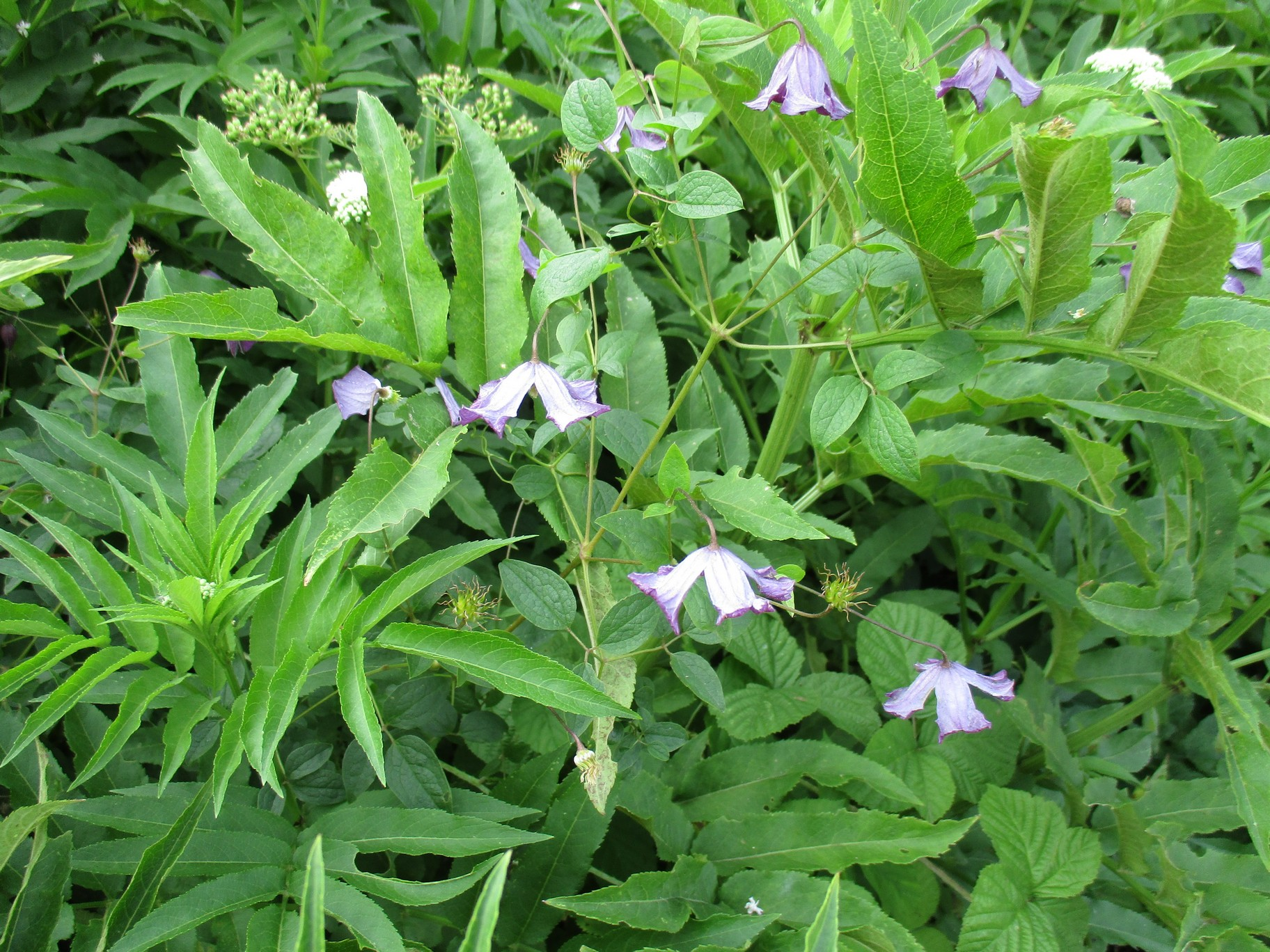
Bloeiwijze
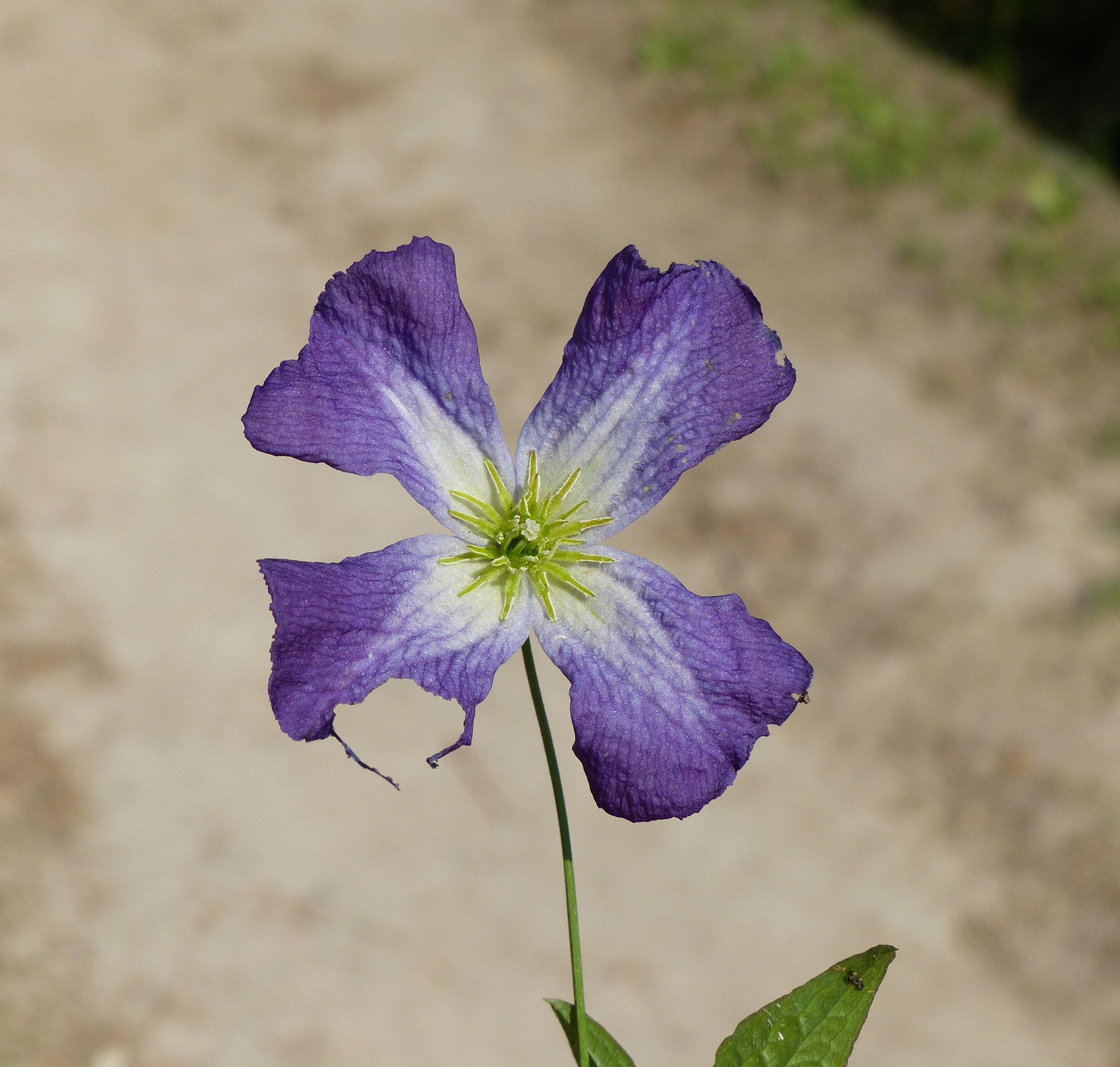
Bloem
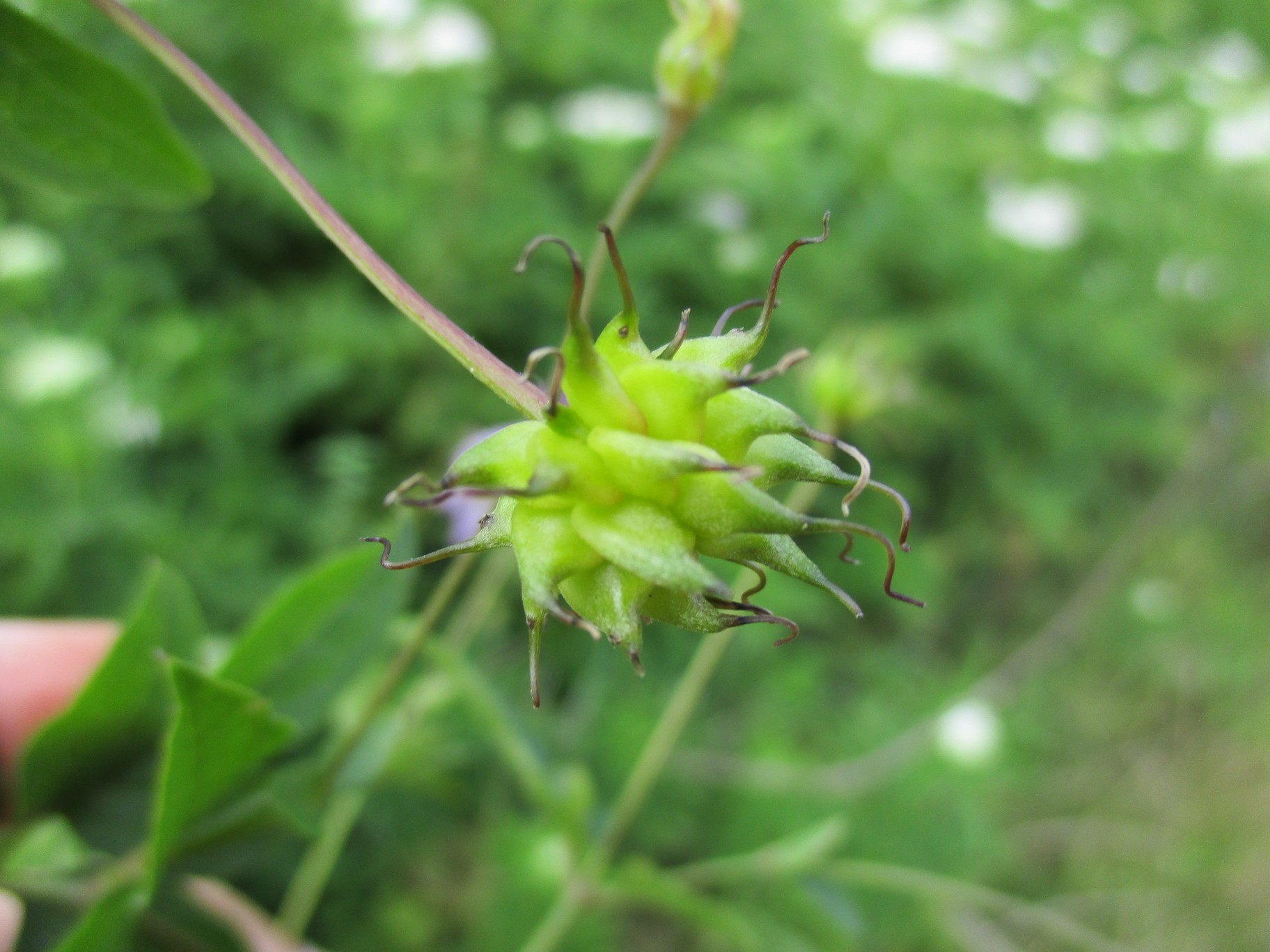
Vruchten

## Ecologie en verspreiding
Italiaanse clematis staat op zonnige tot half beschaduwde, matig voedselrijke tot voedselrijke, vochtige, kalk- en nitraatrijke bodems. Ze groeit langs bosranden, in bosjes, in heggen en struwelen, in ruigten en aan waterkanten. De zoet geurende plant stamt uit Zuidwest-Azië en Zuid- en Zuidoost-Europa. De soort is ingeburgerd in enkele landen van Europa. Deze clematis komt zeer zeldzaam voor in het Maasdal in Limburg. De sterke teruggang is te wijten aan de veelvuldige ruilverkavelingen. Hoe de soort hier gekomen is blijft onduidelijk, maar aangezien de plant al sinds de 16e eeuw als tuinplant in gebruik was, ligt verwildering het meest voor de hand. De plant is van de bosrank te onderscheiden door onder meer de veel grotere bloemen, die normaal van binnen paarsblauw i.p.v. wit gekleurd zijn. De snavel van de vruchten is bij de bosrank tweemaal zo lang als bij de giftige Italiaanse clematis en bovendien geveerd in plaats van ongeveerd.